# ラ・グランジ駅
ラ・グランジ駅（英語：La Grange Station）は、イリノイ州ラ・グランジ ウェスト・バーリントン・アヴェニュー25にある駅。全米各地を結ぶ旅客鉄道のアムトラックとシカゴ近郊の通勤輸送を担うメトラが乗り入れている。

## 概要
当駅は1926年シカゴ・バーリントン&クインシー鉄道の駅として建てられた。当駅の0.5マイル(約800m)西に位置しているメトラの列車のみ停車する「ラ・グランジ・ストーン・アヴェニュー駅」とも知られている「ストーン・アヴェニュー駅」との混同を避けるため、アムトラックでは当駅を「ラ・グランジ・ロード駅」として呼称している。

## 利用可能な鉄道路線／列車
アムトラックのラ・グランジ駅に発着する列車は下記の通り。
シカゴとクインシー間の昼行中距離列車イリノイ・ゼファー号…1日1往復停車
シカゴとクインシー間の昼行中距離列車カール・サンドバーグ号…1日1往復停車
メトラの発着路線は下記の通り。
オーロラ駅とシカゴを結ぶメトラBNSF鉄道線